# Comuna Stulneve, Cernihivka
Stulneve (în ucraineană Стульневе) este o comună în raionul Cernihivka, regiunea Zaporijjea, Ucraina, formată din satele Kameanka și Stulneve (reședința).

## Demografie
Componența lingvistică a comunei Stulneve
     Ucraineană (95,97%)
     Rusă (3,84%)
     Alte limbi (0,1%)
Conform recensământului din 2001, majoritatea populației comunei Stulneve era vorbitoare de ucraineană (95,97%), existând în minoritate și vorbitori de rusă (3,84%).